# La Polar

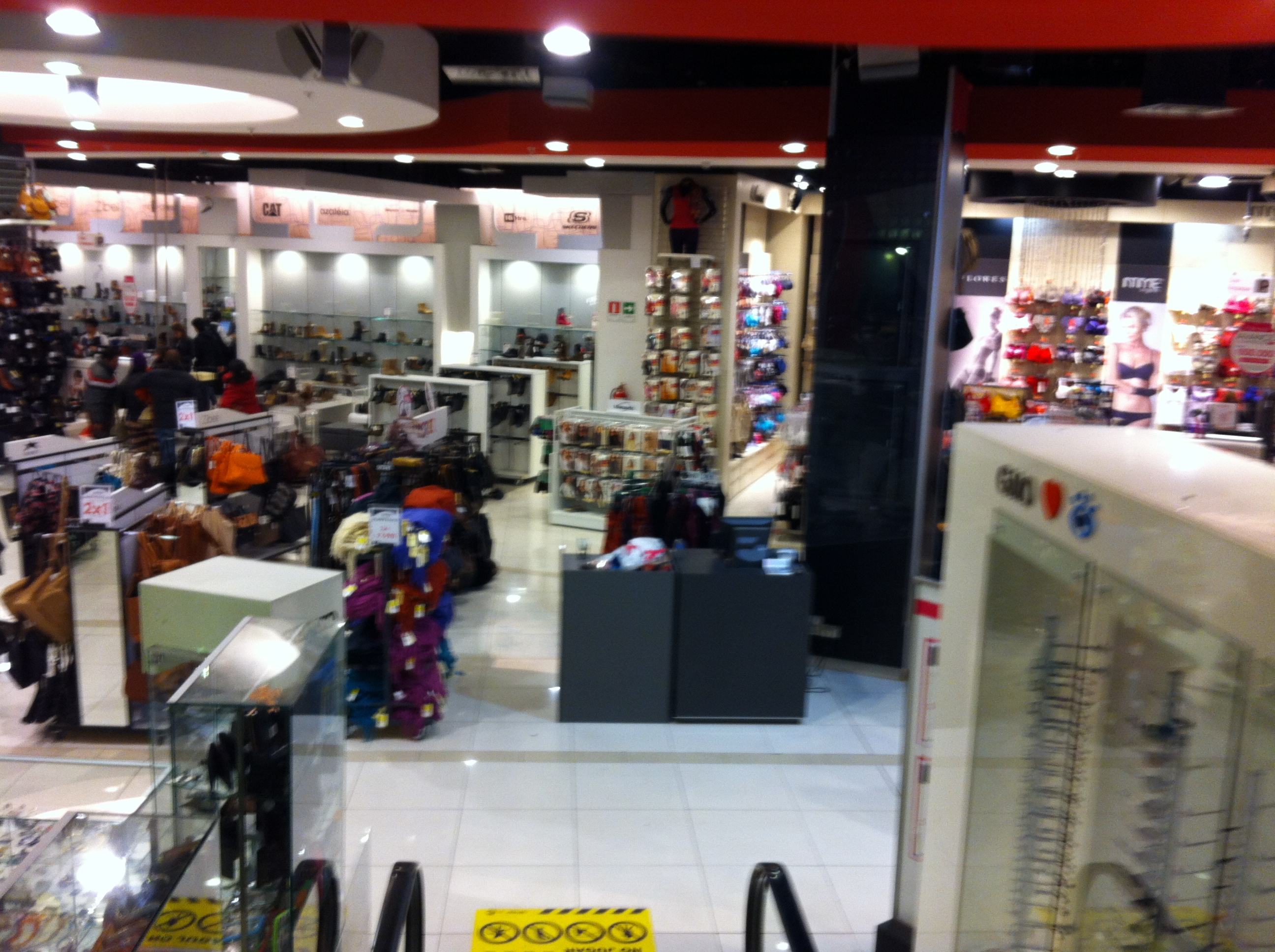
Tienda de La Polar, en Mall Plaza Norte, en Huechuraba.

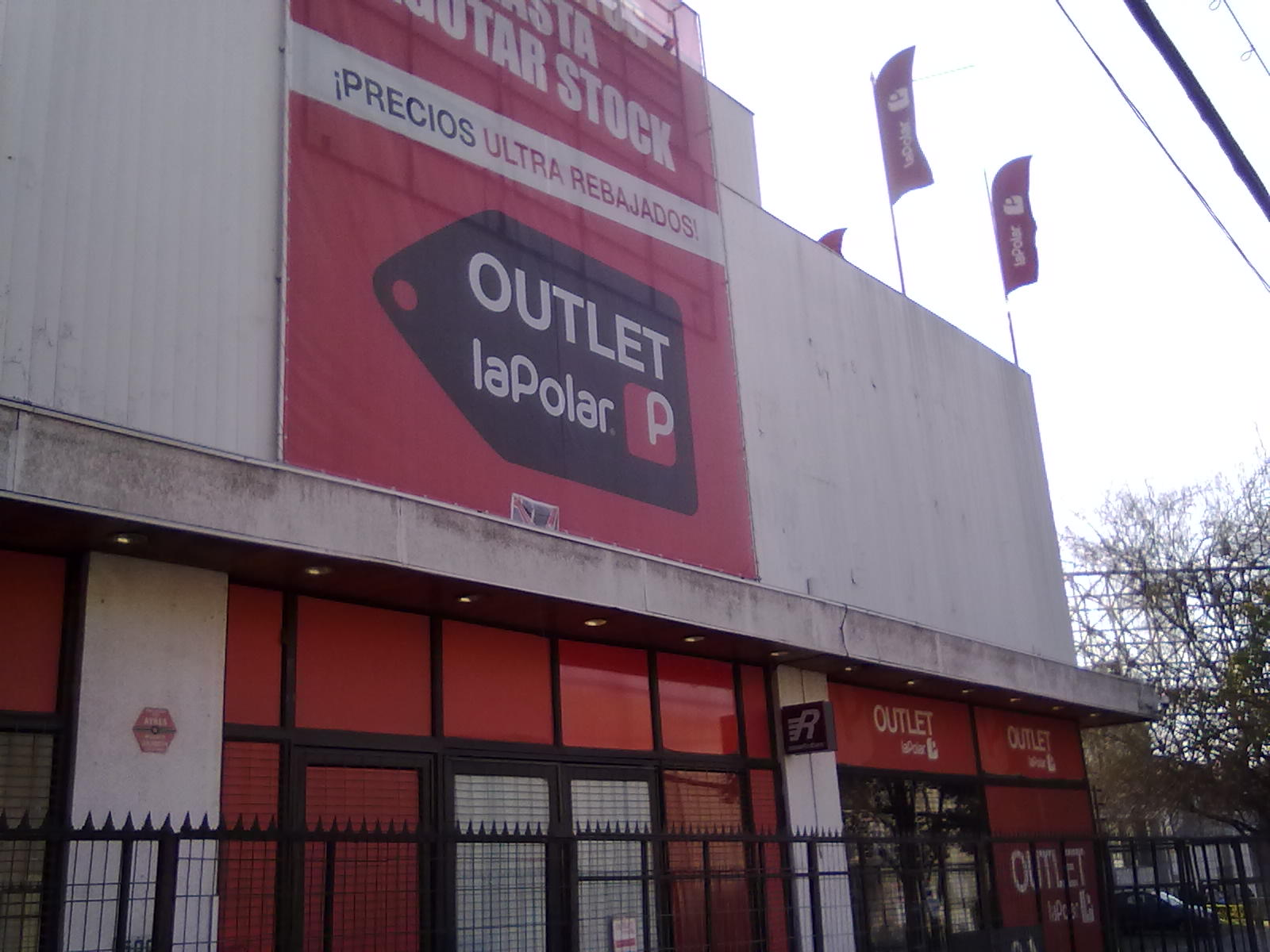
Outlet de La Polar de Panamericana Norte, en Renca.

La Polar fue una cadena de grandes tiendas chilena, fundada en 1920 y con presencia en distintas ciudades a lo largo de Chile y administrada por la sociedad anónima chilena Empresas La Polar S.A..
Para 2020, la empresa contaba con un total de 10436 empleados en todo el territorio chileno.
En abril de 2023 se funcionó con Abcdin para más tarde llamarse ABC en el 2024.

## Historia
Fundada en 1920 como una sastrería en lo que actualmente se conoce como Estación Central, en 1953 se convierte en una tienda de múltiples productos con el nombre de La Polar. Hacia fines de los años 1980, La Polar comienza su expansión en locales para convertirse en una cadena de grandes tiendas, siguiendo la tendencia de otras empresas como Falabella, Almacenes París y Ripley. Así, entre 1985 y 1986 abren sus primeros locales en el centro de Santiago (San Diego y Monjitas). En 1989 entran en el negocio crediticio al sacar su tarjeta de crédito para compras en la cadena. 
La empresa inició su expansión dentro de Santiago y otras regiones en la década siguiente, alcanzando 12 locales a 1998, con una superficie de 24.100 m² y 350.000 clientes de sus tarjetas de crédito. Pese a ello, La Polar fue ampliamente superada por las cadenas rivales, enfrentando diversos problemas. A principios de 1999, el fondo de inversión Southern Cross adquirió los activos fijos, la marca y el 51,71 % de los pasivos de la multitienda.

### Expansión
Durante su gestión, Southern Cross reorientó la estrategia de la compañía enfocándose en sectores de clase media y baja, diferenciándose de los tres grandes del retail chileno. En 2002 abrieron su tienda virtual y comenzaron a establecer alianzas con otras empresas permitiendo el uso de la tarjeta de crédito en sus locales. La estrategia tuvo gran éxito y los ingresos de la empresa se triplicaron, pasando de 99 mil millones de pesos en 2001 a 303 mil millones en 2006, mientras las utilidades pasaron de 4 mil millones a 27 mil millones en el mismo periodo.
En 2003, la empresa inicia la transacción de sus acciones en la Bolsa de Comercio de Santiago y en 2006 Southern Cross adquirió un 20% de la propiedad en 158 millones de dólares a la familia Bemberg, uno de los principales grupos económicos de Argentina. En 2007, La Polar cambia su imagen comercial y comienza a participar en centros comerciales luego de una alianza con Mall Plaza. Ya a 2010, La Polar totaliza 40 tiendas y una superficie de 160.000 m².
En 2008 marcó el inicio de la internacionalización de la empresa, cuando decidió iniciar operaciones en Colombia, lo que se concretó en 2010 cuando inauguraron su primera tienda en el principal centro comercial de Bogotá, Centro Mayor. En 2011, se inauguró la segunda tienda en Colombia, en la ciudad de Medellín, en el sector Carabobo. En 2012 se dio la apertura de otras dos tiendas en las mismas ciudades, una en el sector de Floresta en la capital colombiana y otra en el sector Molinos de la capital antioqueña. La empresa tuvo locales en Colombia hasta 2014, año en que debió cerrarlos por deudas y problemas financieros.
En abril de 2023, La Polar anunció su fusión con AD Retail, matriz de la cadena especializada en electrónica Abcdin, combinando tanto sus negocios de retail como financiero.
En diciembre de 2023, la Fiscalía Nacional Económica aprobó la fusión. 

## Controversias

### Crisis crediticia
Sin embargo, ese mismo año, comenzarían a presentarse públicamente una serie de problemas producto de un aumento en el riesgo crediticio de la compañía. Durante 2011 los problemas se acrecentarían, hasta estallar a fines del mes de mayo comienzos del mes de junio, luego de que el Servicio Nacional del Consumidor presentó una demanda colectiva por el reclamo de cientos de clientes que acusaban repactaciones unilaterales (26/05/2011). Esto obligó a la empresa a anunciar una reestructuración de su área crediticia el 9 de junio de 2011, lo cual generó el desplome de sus acciones transadas, cayendo su valor en más de un 42% durante la primera jornada. Pablo Alcalde, exgerente y presidente del directorio presentó su renuncia a este cargo, siendo reemplazado por Heriberto Urzúa. En los días siguientes, Urzúa comenzó a preparar las acciones para reparar los problemas con los clientes repactados. Días después, Urzúa renunció dejando en el cargo a César Barros.
El caso generó una crisis de enorme proporciones, ante lo cual la Superintendencia de Valores y Seguros presentó una querella a 18 exdirectivos y al exauditor de la compañía por “infringir el deber de cuidado y diligencia”. Ante los requerimientos de la SVS, la compañía reconoció que el tamaño de las repactaciones unilaterales era mayor al anunciado inicialmente, llegando a las 418.826 personas en un plazo de seis años. La crisis continuó por semanas, pese a los anuncios de Álvaro Saieh de adquirir parte de la compañía, y el 21 de julio de 2011 las acciones anotaron su valor más bajo en siete años, cayendo un 86,31% en lo que iba del año.

### Escándalo por venta de ropa falsificada
El 22 de noviembre de 2022 las autoridades desbarataron una de las bodegas de La Polar donde se le acusa a la empresa de vender ropa falsificada por parte de Under Armour, Adidas y otras marcas proveedoras. A pesar de que la empresa negó categóricamente las imputaciones, en abril de 2023 reconoció haber vendido ropa falsa y aseguró ser víctima de un fraude.

## Administración
Según la Comisión para el Mercado Financiero, el presidente del directorio de La Polar es Leonidas Vial Echeverría, y el actual Gerente General es Manuel Severin Larraín.
Directorio: 
- Presidente: Leonidas Vial Echeverría
- Vicepresidente: Manuel José Vial Claro
- Director: Anselmo Cyril Palma Pfotzer
- Director: Alfredo Alcaino de Esteve
- Director: Sergio Guzmán Lagos
- Director: Andrés Ramón Eyzaguirre Astaburuaga
- Director: Christian George Blomstrom Bjuvman

Gerencias:
- Manuel José Severin: Gerente General
- Matías Sepulveda Biagini: Gerente Comercial Canales y Ventas
- Lorena Pía Apablaza García: Gerente de Negocios Vestuario y Calzado
- María Loreto Rossler Yavar: Gerente de Personas
- Marcelo Arancibia Rodríguez: Gerente Retail Financiero
- Gustavo Irarrázaval Tagle: Gerente de Asuntos Legales
- Rodrigo Mauricio Cortés Pinto: Gerente de Sistemas y Tecnología
- Cristóbal Covarrubias Valdés: Gerente de Administración y Finanzas
- Roberto Tommy Meza Bastidas: Gerente Centro de Distribución
- María Carolina Amtmann Soffia: Gerente de Marketing
- Álvaro Guerra Fernández: Gerente de Planificación